# Sajan Bhanwal
Sajan Bhanwal (ur. 17 stycznia 1999) – indyjski zapaśnik walczący w stylu klasycznym. Zajął piętnaste miejsce na mistrzostwach świata w 2021.
Dwudziesty w indywidualnym Pucharze Świata w 2020. Piąty w mistrzostwach Azji w 2022. 
Trzeci na MŚ U-23 w 2022, a także na mistrzostwach Azji U-23 w 2022. Drugi na MŚ juniorów w 2018; trzeci w 2017 i 2019. Mistrz Azji juniorów w 2018 i trzeci w 2017. Trzeci na mistrzostwach Azji kadetów w 2015 i 2016 roku.